# Log de dados
Em computação, log de dados é uma expressão utilizada para descrever o processo de registro de eventos relevantes num sistema computacional. Esse registro pode ser utilizado para restabelecer o estado original de um sistema ou para que um administrador conheça o seu comportamento no passado. Um arquivo de log pode ser utilizado para auditoria e diagnóstico de problemas em sistemas computacionais.
Ademais, os logs possuem grande importância para o Direito da Tecnologia da Informação. A possibilidade de identificar a autoria de ações no ambiente virtual, permitindo a responsabilização dos autores, só é possível através da análise de logs. Os logs também podem ser entendidos como provas digitais.
Muitos sistemas operativos e uma infinidade de programas de computador incluem alguma forma de log de dados. Alguns sistemas operacionais disponibilizam um serviço de log de dados chamado Syslog (descrito na RFC 3164), que filtra e registra as mensagens destinada ao log, livrando as aplicações do ônus de manter o seu sistema de log ad hoc.
O termo log em computação é tão utilizado que até no processo de se entrar no log de dados e deixar registrado todo o histórico de navegação pelo sistema utiliza-se, por questões de segurança, e registro do usuário, o famoso Login (Log + in) ou logon (Log + on) e para a saída do sistema o logoff (Log + off), ou ainda logout (Log + out).
Quando o homem avançou o mar, na época dos grandes descobrimentos, para deixar registrado os eventos ocorridos durante a viagem foi comum a criação de um log, no sentido de ser um 'diário de bordo'. Quando chegou a aviação também utilizou-se do mesmo recurso para se deixar registrado os principais eventos, até o desenvolvimento da caixa-preta. Com o avanço da tecnologia, quando o homem começou a dominar os computadores, também criou-se o mesmo conceito do log, ou seja, o registro de todo o histórico dos usuários pelos sistemas. E pela navegação pela Internet não poderia de deixar de ter o seu próprio Web Log, que ficou sendo mais conhecido como blog e Vídeo Log, mais conhecido como vlog.